# Війна сімей (телесеріал)
«Війна сім'ї» - російський комедійний телесеріал . Виробництвом цього серіалу займається компанія Yellow, Black and White .

## Історія створення
«Війна сімей» – це перший проект ТНТ, зроблений у співпраці із продюсерами телеканалу « Супер! ». Ще одним продюсером серіалу став Клим Шипенко – режисер фільму « Холоп », – найкасовішої комедії в історії російського кінопрокату. Зйомки 1 сезону серіалу проходили з липня по жовтень 2019  .
Онлайн-прем'єра першого сезону серіалу відбулася з 10 лютого по 29 лютого 2020 року на онлайн-сервісі PREMIER . Показ першого сезону цього серіалу на ТНТ відбувався з 17 лютого до 4 березня 2020 року. Повторний показ першого сезону серіалу відбувався з 10 березня по 2 квітня 2020 року на телеканалі Супер .
Серіал було продовжено на другий сезон, зйомки якого стартували в липні  та проходили до вересня 2020 року. Прем'єра відбулася 26 лютого 2021 року на платформі START  . Спочатку телевізійну прем'єру другого сезону на ТНТ було заплановано на 11 квітня 2022 року, але було перенесене і в результаті прем'єра відбулася 25 липня 2022 року о 20:00.

## Сюжет
Мишко і Дмитро дружать понад сорок років. За цей час вони заснували спільний бізнес, обзавелися сім'ями та збудували два будинки на спільній ділянці. Здавалося б, нічого не зможе зруйнувати міцну чоловічу дружбу півстолітньої витримки. Але одного разу під час спільного сімейного свята розкрилися таємниці, які миттєво перетворили найкращих друзів на найлютіших ворогів.
У другому сезоні сімейство Мамонтових і Ремньових знову доведеться пережити не один удар долі. Після розлучення з Танею Мишко живе з подругою своєї дочки, стосунки Діми та Олени теж терплять не найлібші часи, а погляди Арини та Вадима на подружнє життя виявляються надто різними.

## Ролі

### У головних ролях
| Актор                 | Роль |
| --------------------- | --- |
| Олександр Робак       | Михайло Борисович Ремнєв (Міша) господар меблевої фірми «M&D», найкращий друг Діми                                  |
| Єгор Бероїв           | Дмитро Мамонтов (Діма) господар меблевої фірми «M&D», найкращий друг Міші                                           |
| Ольга Мединич         | Дарія Мамонтова (Даша) подруга Тані, мати Аріни, колишня дружина Діми, коханка Діми (2 сезон), дизайнер фірми «M&D» |
| Світлана Колпакова    | Тетяна Рємньова (Таня) мати Олени та прийомна мати Вадима, дружина/колишня дружина Михайла                          |
| Джемал Тетруашвілі    | Іраклій залицяльник Даші, грузин за національністю                                                                  |
| Аріна Постнікова      | Ремньова Олена Михайлівна (Лена) дочка Міші та Тані, дівчина Діми                                                   |
| Арам Вардеванян       | Вадим Михайлович Ремнєв прийомний син Міші та Тані, рідний син Марії, наречений/чоловік Аріни                       |
| Пелагея Невзорова     | Аріна Дмитрівна Ремньова (Мамонтова) дочка Діми та Даші, наречена/дружина Вадима                                    |
| Олександра Флоринська | Марія Олексіївна рідна мати Вадима та прийомна мати Андрія                                                          |
| Ангеліна Стречина     | Стася (2 сезон) подруга Олени, дівчина/колишня дівчина Михайла                                                      |
| Григорій Вернік       | Андрій (2 сезон) прийомний син Марії                                                                                |

### У ролях
| Актор               | Роль                                                         |
| ------------------- | ------------------------------------------------------------ |
| Арсеній Робак       | Михайло у молодості                                          |
| Анар Халілов        | Дмитро у молодості                                           |
| Світлана Корчагіна  | Дар'я у молодості                                            |
| Єлизавета Мазалова  | Тетяна в молодості                                           |
| Марія Букніс        | мати Тані, теща Міші                                         |
| Ірина Чипіженко     | Надія Іванівна бабуся Тані                                   |
| Олександр Обласов   | Сергеїч керуючий фірми «M&D»                                 |
| Евгений Пилипенко   | Іван охоронець фірми «M&D»                                   |
| Юлія Томашевська    | Кіра подруга Лени                                            |
| Зураб Міміношвілі   | Заза лікар, новий залицяльник Даші, грузин за національністю |
| Маргарита Шилова    | Ніна                                                         |
| Володимир Селезньов | приватний детектив                                           |

## Список серій

### Сезон 1 (2020)
| № серії | Прем'єра   | Опис серії |
| ------- | ---------- | --- |
| 1       | 17.02.2020 | Діма та Михайло дружать вже понад 40 років, з самого першого огляду у педіатра, їхня дружба переросла в дружбу сімей, вони навіть збудували свої будинки на одній ділянці. У Діми та його колишньої дружини Даші, з якою вони у розлученні вже півроку, — дочка Арина. У Миші та Тетяни дві дитини – дочка Олена та син Вадим. Арина та Вадим люблять один одного і вони вирішили одружитися. Під час передвесільного клопоту Вадим дізнається, що Діма та його сестра Олена люблять один одного. Проти весілля Вадима та Аріни виступає Даша. Вона розповідає Арині, що Вадим прийомний син Миші та Тані, а щоб переконати дочку одружитися з Вадимою, вона знаходить п'яницю, яку представляє Арина як справжні батьки Вадима. Незважаючи на це, Аріна все одно хоче вийти заміж за Вадима. Діма бажає зізнатися Мишкові у своїй любові до Олени, але йому не вистачає духу, і це ускладнюється тим, що Мишко, впавши у воду, тимчасово оглух. |
| 2       | 17.02.2020 | День весілля. Даша розповіла своєму коханому Іраклію, що Вадим прийомний. Іраклій, не підозрюючи, що це таємниця під час тосту на честь батьків молодих, розкриває цю таємницю. Арина запрошує вигаданих батьків Вадима на весілля, тоді і з'ясовується, що Даша її обдурила. Вадим, не знаючи, що Мишко одягнув слуховий апарат, розповідає батькові про Олену з Дімою. Приголомшений жахливою новиною і Михайло, що розчарувався в кращому другі, вирішує налякати Діму, вистріливши в нього з рушниці. Весілля зривається. |
| 3       | 18.02.2020 | Вадим забув скасувати другий день весілля, який збирався відзначати в компанії друзів, і Аріна вирішила прикинутися, що першого дня пройшло все добре і весілля відбулося. Другий день вирішено провести на яхті, подарованої Дімою та Мишком. Іраклій намагається помирити Мишу та Діму, але Мишу вся ця ситуація сильно злить і він все лише посилює. Арина так само зла на свою подругу Олену за те, що та спить із її батьком. Вадим, намагаючись заступитися за сестру, свариться з Аріною. Вадим переїжджає в дім Діми та Олени, а Аріна в дім Миші та Тані. Вночі Михайло будує паркан посередині ділянки. |
| 4       | 18.02.2020 | Михайло вирішив повернути усі подарунки, які йому дарував Діма за весь час, а Діма вирішує відкрити музей їхньої дружби. Аріна та Діма намагаються привернути увагу один одного, псуючи речі. Даша намагається посварити Діму та Олену, але Таня знаходить спосіб їх помирити. Арина та Вадим теж миряться, і Арині стає не зручно перед Мишком, вона відчуває себе зрадницею. |
| 5       | 19.02.2020 | Сьогодні день народження Михайла. Показано історію знайомства Михайла та Діми з Дашею та Танею. Діма запросив для Михайла соліста його улюбленого гурту «Чайф». Вадим та Арина відвідують дитячий будинок, звідки усиновили Вадима та намагаються отримати дані про його справжніх батьків, але їх немає. |
| 6       | 19.02.2020 | Діма та Мишко ділять бізнес. Арина та Таня висловили один одному претензії щодо того, що їм не подобається, план Даші їх посварити провалився. |
| 7       | 20.02.2020 | Діма та Мишко продовжують війну в бізнесі, Михайло відвів усіх співробітників у Діми, а Діма заборонив Мишкові виробляти меблі, які придумав він. Мишко наймає як дизайнера Дашу, яка має творчу кризу. Вадим та Арина прийшли до РАГСу, щоб розписатися, але принциповість Арини призвела до того, що їм довелося рятуватися втечею. |
| 8       | 20.02.2020 | Мишко та Вадим відкопують самогон, який Мишко закопав, коли всиновив Вадима. Олена запросила Діму на зустріч випускників, на яку Вадим не пішов із Аріною. Арина на зустрічі провокувала колишнього залицяльника Олени Тіму до дій, що викликало ревнощі Дмитра. Показано історію усиновлення Вадима, який сам обрав Таню. Біля будинку Вадима б'ється і щось шукає підозрілий чоловік. |
| 9       | 25.02.2020 | Мишко намагається знайти нового друга, який зможе замінити Діму та проводить анкетування своїх співробітників. Арина та Діма у РАГСі дізнаються, що вони розписані, і подають документи на розлучення з підставою того, що Вадим б'є Арину, з цього приводу їх відвідує дільничний. Новий друг Миші не приходить йому на допомогу, коли вона йому знадобилася, але про це почув Діма і вирішив допомогти другу, через що опинився в ситуації, де йому самому була потрібна допомога друга. Мишко знаходить спосіб виробляти меблі за моделями Діми. |
| 10      | 25.02.2020 | Даша намагається натякнути Іраклію про те, що вона хоче зробити пластику грудей, але він сприймає це як натяк на весілля та робить їй пропозицію. Діма намагається мотивувати Олену на навчання, що призводить до їхньої сварки. |
| 11      | 26.02.2020 | Загадковий чоловік вистежив, де працює Вадим. Вадим побився на роботі і цей чоловік довіз його до будинку, в ньому Таня визнала справжнього батька Вадима і налякала його рушницею. Таня ревнує Мишка і натякає, щоб він звільнив Дашу. Діма та Олена зібралися у відпустку, але далі за аеропорт у них виїхати не вийшло. Вадим влаштовує романтичний вечір для Арини на честь п'ятиріччя їхніх стосунків, і Мишко для Тані, за порадою Вадима, влаштовує такий самий вечір, за що отримує наганяй за обірвані троянди в її саду. |
| 12      | 26.02.2020 | Іраклій під різними приводами отримує гроші від Даші, Миші та Діми загалом 9 мільйонів рублів і зникає. Арина та Олена помирилися. Марія залишає записку Вадиму, де просить з ним зустрітися. Даша повертається до будинку Діми та Олени. |
| 13      | 27.02.2020 | Олені не подобається присутність Даші в її будинку, через це вони лаються з Дімою. Вадим зустрічається з Марією та знайомить її з Аріною. Марія дарує яхту Вадиму. Мама Тані їде у відпустку і залишає бабусю у Тані, Таня залишає Мишку стежити за бабусею. Бабуся пішла викидати сміття і загубилася, всі збилися з ніг шукати її. |
| 14      | 27.02.2020 | Мишко напився до несамовитого стану. Він прийшов до Діми і зізнався в тому, що краще за друга у нього не було, але на ранок Діма знову почув, що він «іуда». Даша намагається довести собі, що вона ще ого-го і знаходить собі молодого альфонса. Вигідна бізнес-пропозиція змушує Михайла помиритися з Дімою, але після походу в лазню їхня війна починається знову. Вадим розлучається зі своєю біологічною мамою Марією, бо не хоче засмучувати свою маму Таню. |
| 15      | 02.03.2020 | Миша запросили на зустріч старих друзів, і йому на тлі дружини старого шкільного друга стало соромно за Таню. Він запропонував Даші прикинути його дружиною на час вечора, але про це дізнається Таня і вирішує прийти на вечір з Дімою. Марія приходить у будинок до Тани і розповідає їй про те, що вона справжня Вадима мама, від чого Таня втрачає свідомість. |
| 16      | 02.03.2020 | Олена хоче машину і намагається натякнути про це Діму. Даша знаходить собі нового залицяльника на ім'я Заза. Марія залишає Вадиму велику суму грошей, яку Вадим купує собі машину. Аріна змушує її продати, і Вадим продає автомобіль Дімі. Олена подумала, що Діма зрозумів її натяки та купив їй машину. З'ясовується, що Михайло є справжнім батьком Вадима. |
| 17      | 03.03.2020 | Вадим та Олена влаштували гру-парі. Вони вигадують різні завдання. Арина та Діма дізнаються про задум і вирішують покарати жартівників, проте жарт закінчується пожежею, в якій мало не гине Вадим. Мишко та Діма не наважуються розповісти правду про Вадима всім, але це робить Марія. |
| 18      | 03.03.2020 | Діма та Мишко шукають спосіб як Мишкові помиритися з Танею. Мишко йде на черговий обман, який псує стосунки між Дімою та Оленою. |
| 19      | 04.03.2020 | Діма через сварку з Оленою пішов у запій. Даша намагається помирити Таню та Марію, але її план розкривається. Діма та Мишко розбирають паркан. |
| 20      | 04.03.2020 | Весілля Аріни та Вадима відбувається у шотландському стилі. Повертається Іраклій і пояснює всім, що гроші були потрібні на справу, і повертає борг із відсотками. Олена та Діма помирилися. Таня вирішує розлучитися з Мишком. |

### Сезон 2 (2021)
| № серії | Прем'єра   | Опис серії |
| ------- | ---------- | --- |
| 1 (21)  | 26.02.2021 | Вадим готується до дня народження двох мам, які все ще не порозумілися. А у Михайла нова дівчина, і краще про неї нікому не знати.                      |
| 2 (22)  | 26.02.2021 | Тані потрібна перепочинок, її кішкам - новий будинок, а дочці - паркан. Всім іншим варто запастися терпінням.                                           |
| 3 (23)  | 05.03.2021 | Що не зробиш заради кохання! Діма готується до стрибка з тарзанки, а Мишко наважується на сміливе перетворення.                                         |
| 4 (24)  | 05.03.2021 | Олена підозрює колишню подругу в меркантильності і хоче її перевірити, а Вадиму та Арині випробування влаштовують їхні власні мами.                     |
| 5 (25)  | 12.03.2021 | Комусь настав час задуматися про весілля, а комусь — про дітей. Але у всіх свої погляди на сімейне життя, чи хоч хтось піде на компроміс?               |
| 6 (26)  | 19.03.2021 | Серце Діми невільне, але ким саме воно зайняте? У Тані такого вибору немає — їй знаходять одного, проте ідеального залицяльника.                        |
| 7 (27)  | 19.03.2021 | Даша кидає виклик вбивці і перетворюється на детектива. Розслідування вимагає й інша справа — на одну з пар чекає поповнення в сімействі.               |
| 8 (28)  | 26.03.2021 | Діма хоче повернути колишню пристрасть у свої стосунки. У Михайла завдання ще складніше - він намагається зробити спільну фотографію зі своєю дівчиною. |
| 9 (29)  | 26.03.2021 | Настає час змін! Діма змінює місто на село, а Таня та Даша підбираються до чужої таємниці. Що приховує їхня подруга?                                    |
| 10 (30) | 02.04.2021 | Мишко та Діма беруть до рук зброю. Що може йти не так? Після знайомства з другою мамою Вадим нічого не дивується. Але на нього чекає сюрприз.           |
| 11 (31) | 02.04.2021 | Зрада загрожує відносинам Діми та Олени. Як зняти підозри? Мишко сідає на дієту, але морити себе голодом не збирається.                                 |
| 12 (32) | 09.04.2021 | |
| 13 (33) | 09.04.2021 | |
| 14 (34) | 16.04.2021 | |
| 15 (35) | 16.04.2021 | |
| 16 (36) | 23.04.2021 | |
| 17 (37) | 23.04.2021 | |
| 18 (38) | 26.04.2021 | |
| 19 (39) | 27.04.2021 | |
| 20 (40) | 28.04.2021 | |